# ایگور شولپف
ایگور شولپوف (به روسی: Игорь Шулепов) (زاده ۱۶ نوامبر ۱۹۷۲ در یکاترینبورگ ) بازیکن والیبال اهل روسیه است. ایگور از سال ۱۹۹۵ تا ۲۰۰۴ عضو تیم ملی والیبال روسیه بود و در حال حاضر عضو باشگاه گابرنیژا است. او به همراه تیم ملی روسیه مدال نقره المپیک ۲۰۰۰ سیدنی را به دست آورد. او در رده باشگاهی نیز در تیم های کاترینبرگ، پارما، توندرس، ترنتینو، زنیت کازان، گازپروم، نووسیبیرسک و نووگورود بازی کرده و دو قهرمانی سوپر لیگ روسیه و دو قهرمانی لیگ قهرمانان اروپا را به همراه این تیم ها به دست آورده است.